# 馬尼南鰍
馬尼南鰍（學名：Schistura manipurensis）為輻鰭魚綱鯉形目條鰍科南鰍屬的其中一種。分布於亞洲印度曼尼普爾邦淡水流域，體長可達8公分，棲息在水流湍急、礫石底質的河川底層水域，生活習性不明。

## 扩展阅读
維基物種上的相關：馬尼南鰍